# Hemsleya chinensis
Hemsleya chinensis är en gurkväxtart som beskrevs av Célestin Alfred Cogniaux, Francis Blackwell Forbes och Hemsl. Hemsleya chinensis ingår i släktet Hemsleya och familjen gurkväxter.

## Underarter
Arten delas in i följande underarter:
- H. c. longevillosa
- H. c. ningnanensis
- H. c. polytricha